# Laiza Carrillo
Laiza Carrillo (* 27. November 1968) ist eine ehemalige kubanische Dreispringerin, die auch im Weitsprung und Siebenkampf aktiv war.
Im Siebenkampf gewann sie bei den Leichtathletik-Zentralamerika- und Karibikmeisterschaften 1987 Silber, bei den Zentralamerika- und Karibikspielen 1990 Bronze und wurde Vierte bei den Panamerikanischen Spielen 1991 in Kuba.
Bei den Panamerikanischen Spielen 1995 in Mar del Plata siegte sie im Dreisprung und wurde Vierte im Weitsprung. 
Ihre persönliche Bestleistung im Dreisprung von 14,43 m stellte sie am 23. Februar 1995 in Havanna auf.